# تینموث
longitudeتینموثlatitudeتینموثNicknamesتینموث
تینموث (به انگلیسی: Teignmouth) یک شهرک در بریتانیا است که در انگلستان واقع شده‌است.

## خصوصیات
تینموث ۱۵٬۱۲۹ نفر جمعیت دارد.

## خواهرخوانده
شهر Perros-Guirec خواهرخواندهٔ تینموث هست.

## نگارخانه

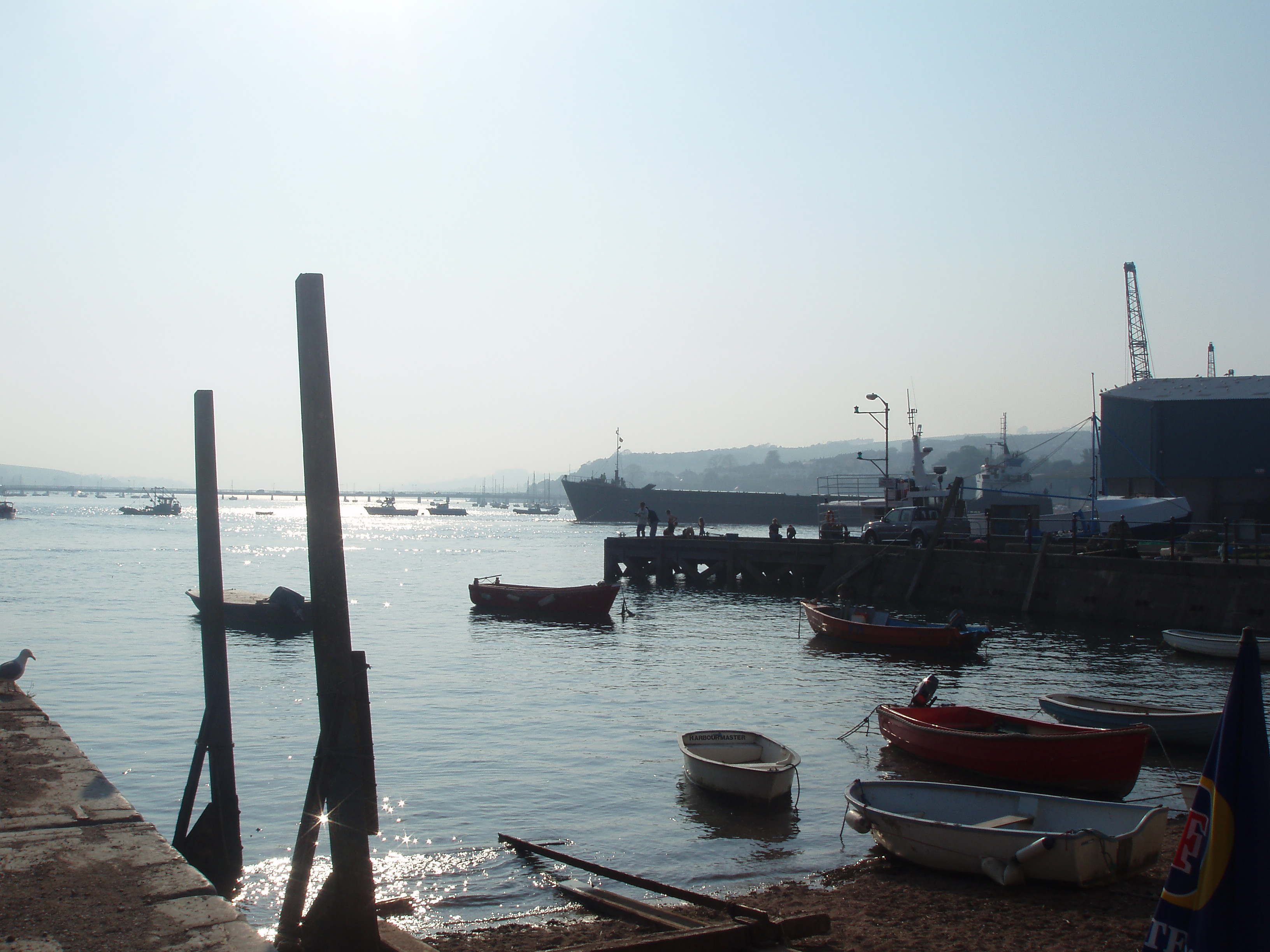
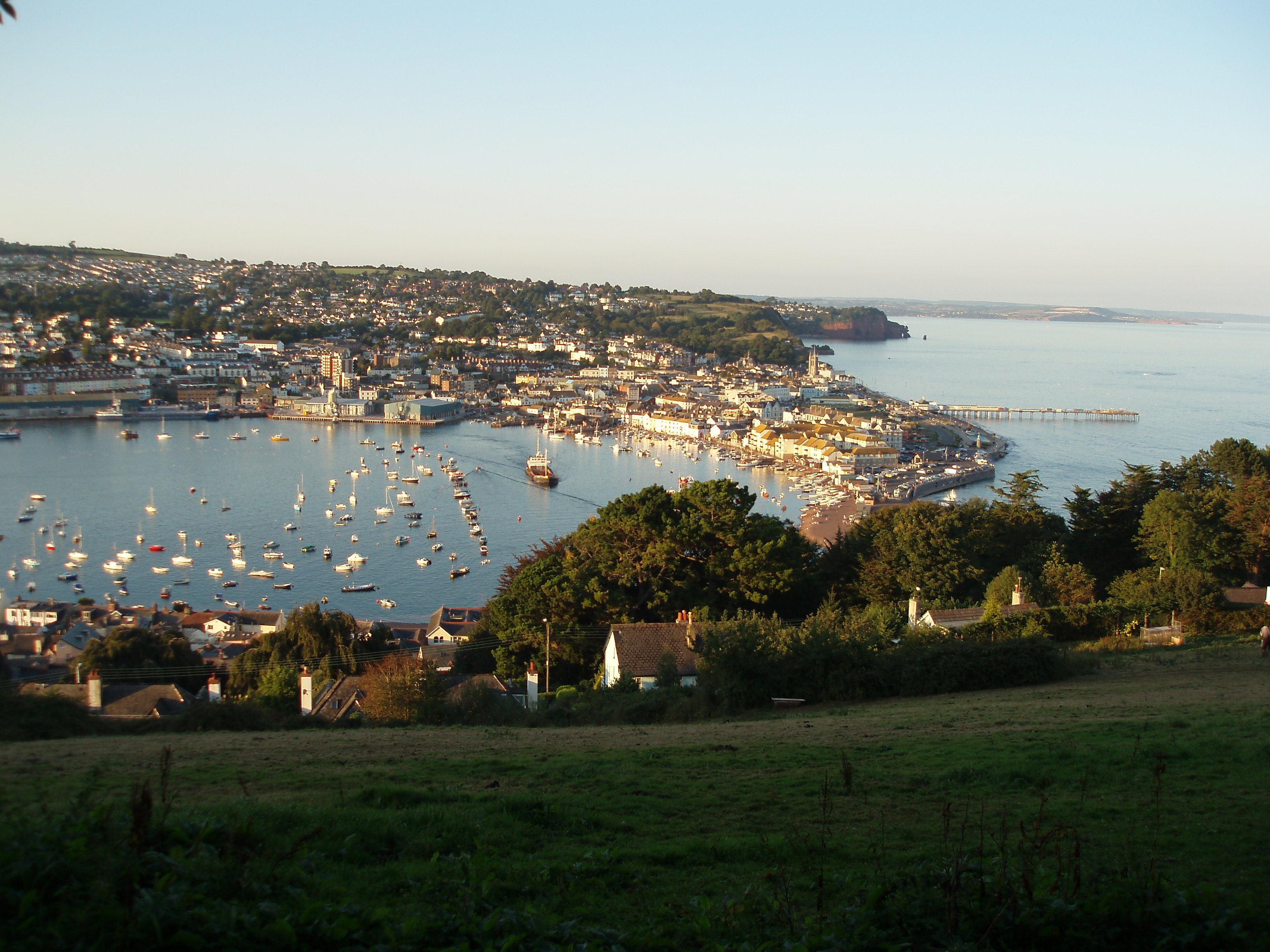
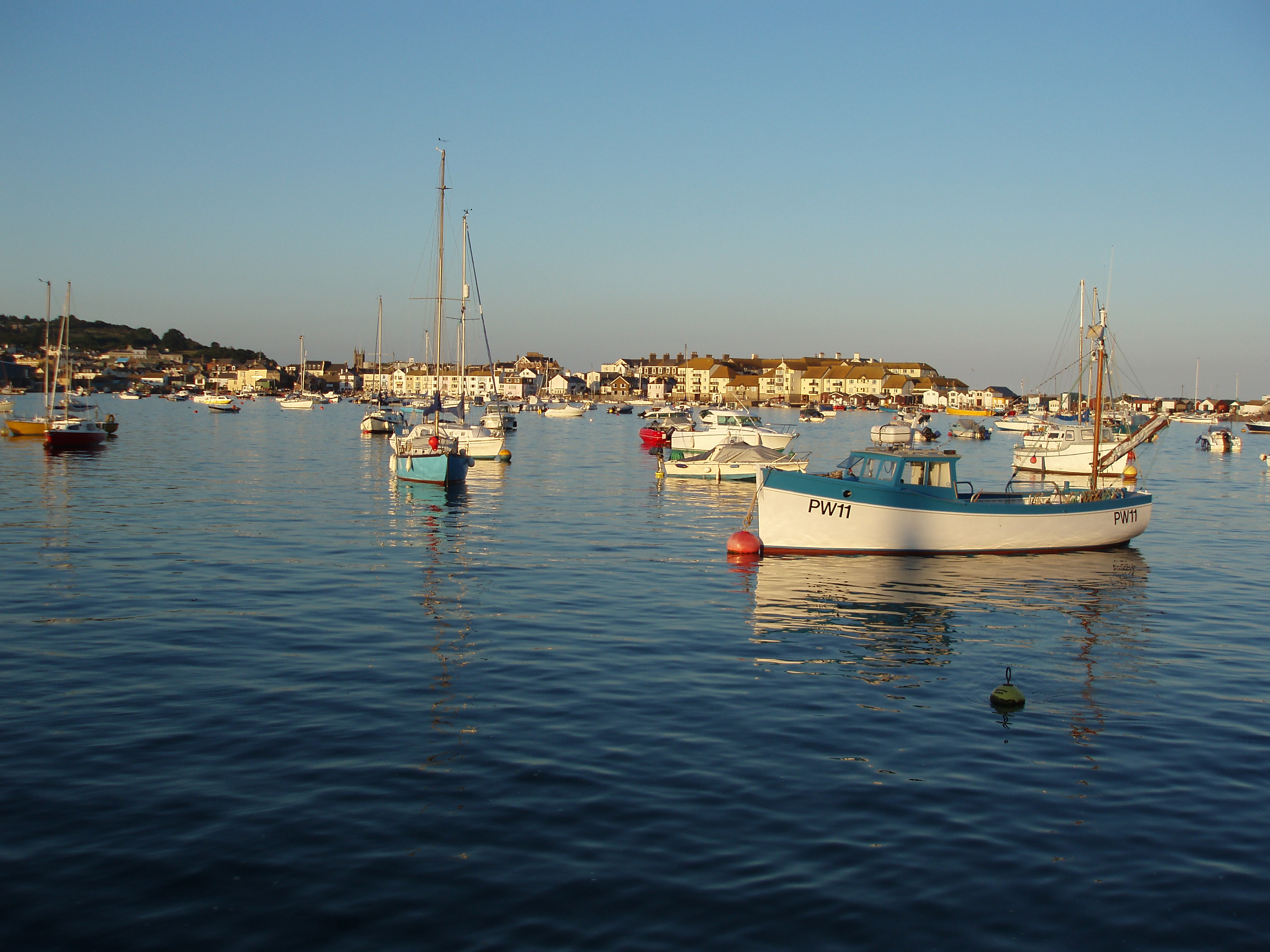